# Tjahapimu
Tjahapimu o Tjahepimu, (fl. c.360 aC) va ser un príncep, general i regent egipci durant la XXX dinastia.

## Biografia
Tjahapimu probablement era fill del faraó Nectabeu I i, per tant, germà del faraó Teos, tot i que sovint se'l considera també un "germà" de Nectabeu I i un "oncle" de Teos. Quan Teos va anar al Pròxim Orient liderant una expedició militar contra l'Imperi Aquemènida, va deixar Tjahapimu a Egipte com a regent.
Tanmateix, Tjahapimu va aprofitar la impopularitat de Teos a Egipte, que es devia al dur règim fiscal que el faraó va imposar per finançar la seva expedició, per a convèncer el seu propi fill Nakhthorheb, que servia a Teos com a comandant dels machimoi (cos d'infanteria reclutat a la Vall del Nil), de rebel·lar-se contra ell i proclamar-se faraó. El seu pla va tenir èxit: Nakhthorheb (Nectabeu II) va ser aclamat faraó i Teos va fugir a Susa, a la cort del Gran Rei.

## Atestacions
De Tjahapimu ens ha arribat una bella estàtua feta de meta-grauvaca que es va descobrir a Memfis i que ara s'exposa al Museu Metropolità de Nova York. A l'estàtua, a Tjahapimu se l'anomena "Germà del Rei" i "Pare del Rei".